# Bibliothèque nationale de Novi Bečej
La bibliothèque nationale de Novi Bečej (en serbe cyrillique : Народна библиотека у Новом Бечеју ; en serbe latin : Narodna biblioteka u Novom Bečeju) est située à Novi Bečej, dans la province de Voïvodine et dans le district du Banat central, en Serbie. Elle est inscrite sur la liste des monuments culturels protégés de la république de Serbie (identifiant no SK 1987).

## Architecture

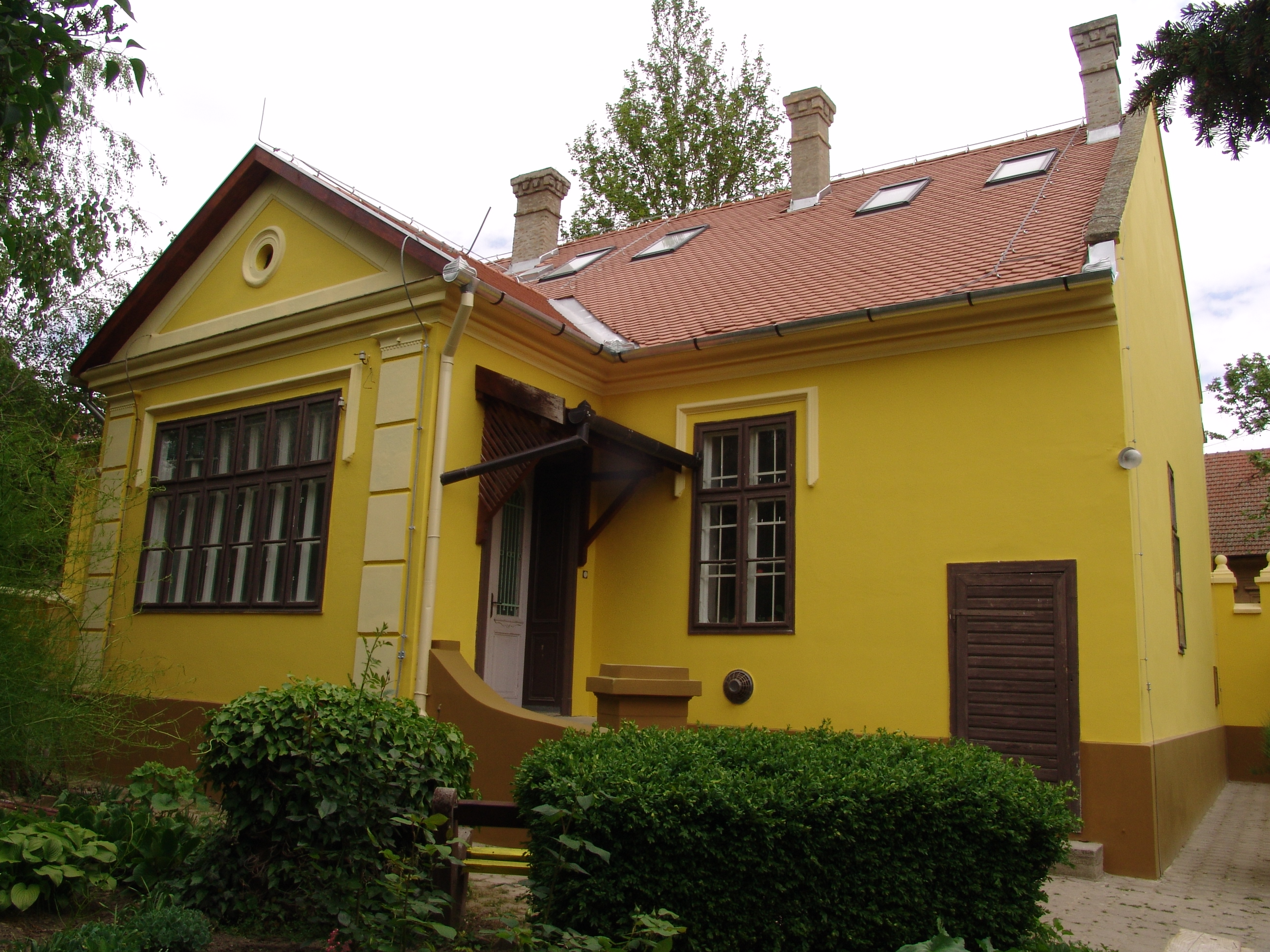
Façade sur cour.

Le bâtiment de l'actuelle bibliothèque a été construit au début du XXe siècle pour servir de résidence familiale.
De forme rectangulaire, il est constitué d'un simple rez-de-chaussée. La façade arrière, qui donne sur un grand jardin, est dotée d'une véranda fermée. La façade sur rue possède une riche décoration avec des éléments classiques et Sécession, tandis que la façade arrière est de style classique. La façade avant est encadrée de deux projections et d'une zone centrale ; les fenêtres des projections sont surmontées de frontons triangulaires, tandis que les fenêtres centrales sont surmontées de linteaux portant des décorations moulurées.
Derrière la maison, le jardin abrite des dépendances, hangars, écuries avec des ornements sculptés, ainsi qu'une pompe à eau en fonte.